# Agathis corbassonii
Espèce
Classification phylogénétique
Statut de conservation UICN

 VU B1+2c : Vulnérable
Agathis corbassonii, ou le Kaori rouge, est une espèce de conifère de la famille des Araucariaceae. Il se rencontre uniquement en Nouvelle-Calédonie, dans un milieu de forêt dense tropicale humide de faible ou moyenne altitude sur les versants de la chaîne centrale, essentiellement dans les deux-tiers nord de la Grande Terre.

## Description
Arbre imposant mesurant de 20 à 40 m de haut, dépassant la voûte forestière avec une cime divergente. Son fût est long (au minimum 20 m), droit, régulier et presque cylindrique avec une légère décroissance vers le sommet. L'écorce, très rugueuse et granuleuse, est brune à brun rouge et se détache en écailles irrégulières. Elle produit une résine blanche. Les branches sont insérées régulièrement sur le tronc en position horizontale plagiotrope et peuvent atteindre 15 m.  

## Utilisation
Bois massif et solide, il est exploité depuis le XIXe siècle pour le bois d'œuvre, les charpentes, les bateaux, la menuiserie et l'ébénisterie. 